# ثابت فاراداي
ثابت فاراداي في الفيزياء والكيمياء هو كمية الشحنة الكهربية لكل مول من الإلكترونات.
F = 96485.3321233100184 C/mol
{\displaystyle F=N_{A}e}
where
{\displaystyle N_{A}=6.022\times 10^{23}mol^{-1}}
{\displaystyle e=1.602\times 10^{-19}C}
ثابت فاراداي = 96485.3321233100184

## استنتاجه
حاصل قسمه الوزن المكافئ الجرامي على المكافئ الكهروكميائي لأي عنصر = مقدار ثابت وهو 96485.3321233100184

## قانونا فاراداي

### قانونفارادايالأول
نص القانون:
كتلة المادة المتحررة (أو المترسبة) بالتحليل الكهربائي تتناسب طرديا مع كمية الكهرباء المارة في وعاء التحليل.
القانون بصيغته الرياضية:
ك = هـ x ش
حيث ان:
ك: الكتلة المترسبة على المهبط=الكتلة المتحرره من المصعد وتقاس بالجرام.
هـ: المكافئ الكهروكميائي للماده ويقاس بجم/كولوم.
ش: كمية الكهرباء المارة في وعاء التحليل وتقاس بكولوم والشحنه الكهربائية تقاس بهذا القانون : ش = ت X ز.
ت: شدة التيار الكهربائي ويقاس بالامبير.
ز: زمن مرور التيار الكهربائي ويقاس بالثانية.
ملاحظة: هذه القوانين تحتاج لحساب الكتلة ولحساب الكتل نستخدم هذه القوانين:
ك = كتله المهبط بعد الترسيب - كتله المهبط قبل الترسيب
أو ك = الكثافة X المساحة X السمك

### قانون فاراداي الثاني
نص القانون: كتلة المادة المتحرره في عمليه التحليل الكهربائي تتناسب طرديا مع الكتلة المكافئة الجرامية (م).